# Where’s My Water?
Where’s My Water? (с англ. — «Где моя вода?»)  — американская игра-головоломка для портативных платформ, основанная на физике. Игра разработана компанией  Creature Feep и опубликована  Disney Mobile.
Игра получила высокую оценку за свой геймплей и стиль, с особым признанием её главного героя, крокодильчика Свомпи, первого оригинального диснеевского персонажа для мобильной игры, озвученного актёром Джастином Т. Боулером.
Впоследствии вышло несколько спин-оффов: Where's My Perry?, Where's My Mickey?, Where's My Water? featuring XYY, Where's My Valentine?
В 2012 году была выпущена версия для Windows 8 в Microsoft Store (также поддерживается на Windows 10), в настоящее время приложение недоступно для новых пользователей.
В сентябре 2013 года было выпущено продолжение игры под названием Where’s My Water? 2.

## Геймплей
Крокодильчик Свомпи — главный герой игры. Когда Свомпи пытается принять душ у него это не получается, так как земля преградила путь воде. Игроку нужно, касаясь земляных окопов, довести эту самую воду до героя, чтобы он мог принять душ.

## Разработка
Where’s My Water? была разработана компанией Creature Feep, вместе с командой дизайнеров из подразделения Disney Mobile компании Disney Interactive Studios.
В отличие от многих мобильных игр, выпущенных Disney, где используются персонажи из фильмов компании, Свомпи представляет собой первый случай, когда Disney создал оригинального персонажа для мобильной игры.

### История Кренки
В январе 2012 года в игру была добавлена «История Крэнки», новое подмножество уровней в игре, сначала история была добавлена в версию для iOS, а затем в версию для Android. Геймплей в истории в основном такой же, как и в основной игре. Однако на этот раз игрок должен помочь Крэнки, принеся фиолетовую ядовитую воду в его логово, чтобы растопить водоросли, покрывающие его пищу. Утки теперь фиолетовые. Если весь яд будет потерян, Крэнки очень разозлится и уровень будет провален. Первые пять уровней в первой главе, «Первое блюдо Крэнки», доступны бесплатно, в то время как остальная часть главы и вся вторая глава «Живот подвело» доступны через единовременную покупку в приложении. Обновление также включало в себя «Испытание Крэнки», набор из 12 испытаний и четырёх бонусных этапов, которые предстоит выполнить игроку. Третий эпизод «Набор веса» был выпущен 5 апреля 2012 года, также были добавлены 6 испытаний и два бонусных этапа. Последний эпизод был выпущен 18 мая 2012 года.

### Таинственная утка
В июне 2012 года был представлен новый игровой режим под названием «Таинственная утка» (англ. Mystery Duck). Режим содержит повторение предыдущих уровней из основной игры, за исключением того, что игрок должен иметь три особых вида уток. Как и в «Истории Кренки», для прохождения после первых пяти уровней требовалась единовременная покупка в приложении. 19 сентября в рамках обновления «День рождения» в режим «Таинственная утка» было добавлено ещё 40 уровней. 30 октября было добавлено ещё 20 уровней. 15 ноября были добавлены последние 40 уровней.

### История Элли
В мае 2013 года в обновлении от 25 мая было добавлено новое подмножество уровней под названием «История Элли». Элли — играющая на органе крокодилица и подруга Свомпи. Игровой процесс в этом режиме такой же, как и в других уровнях, но на этот раз от игроков требуется направлять пар, чтобы управлять импровизированным органом Элли. Уточки сиреневые, и их можно наполнить только паром, в то время как другие жидкости (кроме воды) убьют их. В этом обновлении были доступны только два эпизода в этом режиме: «Разминка» и «Настройка». Последние две главы «Восхождение на вершину» и «Симфония в пару» были добавлены 11 сентября 2013 года.

## Критика и оценки
| Сводный рейтинг    | Сводный рейтинг |
| Агрегатор          | Оценка          |
| ------------------ | --------------- |
| Metacritic         | iOS: 90/100     |
| Иноязычные издания |                 |
| Издание            | Оценка          |
| IGN                | iOS: 9,0/10     |
| Gamezebo           | iOS:            |
| Slide To Play      | iOS: 4/4        |
| TouchArcade        | iOS:            |

Where’s My Water? получила всеобщее признание критиков. Майк Томпсон из Gamezebo написал, что «любой, кому нравятся головоломки, был бы не в своём уме, если бы пропустил эту игру». Джастин Дэвис из IGN сказал, что игроки «получат массу удовольствия, выясняя, как помочь Свомпи принять душ, уровень за уровнем». Крис Рид из Slide To Play назвал игру «отточенной и привлекательной физической головоломкой, которая понравится почти каждому».
Спустя всего один день в магазине приложений Apple в США, Where’s My Water? поднялась на вершину списка платных приложений, обогнав Angry Birds. В первый месяц выхода игра была скачана более миллиона раз. Игра получила награду Pocket Gamer в категории «Лучшая казуальная игра / игра-головоломка» в 2012 году. На WWDC 2012 приложение было удостоено награды Apple Design Award.